# Lista över kommunala folkomröstningar i Sverige

## Kommunala folkomröstningar i Sverige

### Före 1977
| Kommun   | Ämne               | Tidpunkt | Resultat |  |
| -------- | ------------------ | -------- | --- |  |
| Mörlunda | Kommuntillhörighet | 1967     | 90% för att tillhöra Oskarshamns kommun, 10% för Hultsfred (regeringens beslut), endast 45 procent valdeltagande. Mörlunda blev en del av Hultsfreds kommun 1971. Bockaraområdet överfördes senare till Oskarshamn. |  |

### 1977 – 1994, politikerinitierade folkomröstningar
Från 1977 gavs möjlighet i kommunallagen för kommuner och landstingskommuner att inhämta synpunkter från medlemmarna genom folkomröstning, opinionsundersökning eller liknande förfarande. Initiativ till folkomröstning togs då av kommun- respektive landstingsfullmäktige.
Listan är ofullständig; från dess att möjligheten infördes till mars 1994 genomfördes totalt 25 kommunala folkomröstningar. Samtliga genomfördes i primärkommuner, och 14 av omröstningarna gällde den kommunala indelningen.
| Kommun     | Ämne                                                                       | Tidpunkt          | Resultat |  |
| ---------- | -------------------------------------------------------------------------- | ----------------- | --- |  |
| Vallentuna | Kollektivtrafik                                                            | 1980              | Nej till tunnelbana |  |
| Täby       | Kollektivtrafik - Utbyggd tunnelbana eller fortsatt trafik på Roslagsbanan | 1980              | Nej till utbyggd tunnelbana                                                                                                  |  |
| Ovanåker   | Kommunnamn                                                                 | 1980              | Namnet "Ovanåker" behölls |  |
| Falkenberg | Brobygge                                                                   | 1980              | Nej till brobygge |  |
| Gullspång  | Utbrytning av Hova                                                         | 1980              | Ingen kommundelning |  |
| Vara       | Utbrytning av Essunga                                                      | 1980              | Essunga blev egen kommun 1983                                                                                                |  |
| Botkyrka   | Utbrytning av Salem                                                        | 1981              | Salem blev egen kommun 1983                                                                                                  |  |
| Norsjö     | Utbrytning av Malå                                                         | 1981              | Malå blev egen kommun 1983                                                                                                   |  |
| Vaxholm    | Vaxholm bröt sig ur storkommunen Vaxholm (inkl Österåker 1974-83)          | 1982              | Vaxholm blev åter egen kommun 1983                                                                                           |  |
| Sigtuna    | Utbrytning av Märsta                                                       | 19 september 1982 | Ingen kommundelning ( 80,9% emot, 15,8% för)                                                                                 |  |
| Sandviken  | Områdesindelning                                                           | 1985              | Området Jäderfors ska tillhöra kommunområdet "Sandviken västra"                                                              |  |
| Uppsala    | Vägsträckning                                                              | 24 mars 1985      | Nej till byggandet av Gredelbyleden                                                                                          |  |
| Norsjö     | Systembutik                                                                | 1987              | 57 procent mot ett system 42 procent för                                                                                     |  |
| Sjöbo      | Flyktingmottagning                                                         | 1988              | Nej till flyktingmottagning                                                                                                  |  |
| Linköping  | Vägsträckning                                                              | 1989              | Nej till Vallaleden |  |
| Örebro     | Utbrytning av Lekeberg                                                     | 1990              | Lekeberg blev egen kommun 1995                                                                                               |  |
| Ekerö      | Vägsträckning                                                              | 1991              | Nej till utbyggnad av Västerleden                                                                                            |  |
| Heby       | Placering av servicehus i Tärnsjö                                          | 1991              | Ja (54%) till ett helt nytt hus                                                                                              |  |
| Nacka      | Utbrytning av Boo och Saltsjöbaden                                         | 5 april 1992      | Nej 77% (Ja 21%). Valdeltagande 59%. (Starkast stöd för kommundelning i södra Saltsjöbaden, områdena Solsidan och Neglinge.) |  |
| Södertälje | Utbrytning av Järna, Hölö-Mörkö, Vårdinge                                  | 1993              | Nej. (Ja i Järna, men nej i både Vårdinge och Hölö-Mörkö.)                                                                   |  |
| Borås      | Utbrytning av Bollebygd                                                    | 1993              | Bollebygd blev egen kommun 1995                                                                                              |  |

### Från 1994, politikerinitierade folkomröstningar med möjlighet till medborgarinitiativ
Den 1 juli 1994 infördes möjlighet för 5 % av de röstberättigade kommunmedlemmarna i en kommun eller landstingskommun att ta initiativ till en folkomröstning. Med hänvisning till grundlagens krav på representativ demokrati skulle folkomröstningen vara rådgivande, och fullmäktige skulle besluta om folkomröstningen över huvud taget skulle hållas liksom folkomröstningens frågeställningar. Samtidigt infördes också för första gången lagstiftning som reglerade hur de kommunala och landstingskommunala folkomröstningarna skulle gå till.
| Kommun | Ämne | Initiativ           | Tidpunkt       | Resultat                                                                                                  |  |
| --- | --- | ------------------- | -------------- | --- |  |
| Älvdalen | Bygge av kraftverk |                     | 1994           | Nej |  |
| Norrtälje | Utbrytning av Hallstavik och Rimbo |                     | 1994           | Ingen kommundelning                                                                                       |  |
| Hallsberg | Utbrytning av Bo, Sköllersta och Svennevad |                     | 1994           | Nej till utbrytning, 1852 JA, 6980 NEJ, 78 Blanka och 4 ogiltiga.                                         |  |
| Söderhamn | Landstingsfri kommun |                     | 1994           | Ja till att vilja bli en landstingsfri kommun                                                             |  |
| Mullsjö | Systembutik |                     | 1994           | Ja till etablering                                                                                        |  |
| Storuman | Deponering av kärnkraftsavfall |                     | 1995           | Nej till platsundersökningar                                                                              |  |
| Gagnef | Systembutik |                     | 1995           | Ja till etablering                                                                                        |  |
| Norrköping | Utbrytning av Vikbolandet |                     | 1996           | Nej till delning. 55,1 procent var mot en delning, 41,5 procent för. Valdeltagandet var drygt 70 procent. |  |
| Mullsjö, Habo | Länsbyte |                     | 1997           | Ja (i båda kommunerna) till anslutning till Jönköpings län                                                |  |
| Malå | Provborrning för slutförvar av kärnbränsle |                     | september 1997 | Nej |  |
| Södertälje | Utbrytning av Nykvarn |                     | 1997           | Ja i Nykvarn (som bildade egen kommun 1999)                                                               |  |
| Heby | Länsbyte |                     | 1998           | Ja, 57.7% Nej, 39,9%. Heby gick över till Uppsala län 1 januari 2007                                      |  |
| Göteborg | Utbrytning av Askim, Torslanda och Älvsborg |                     | september 1998 | Nej |  |
| Uppsala | Utbrytning av Knivsta |                     | 13 juni 1999   | Knivsta kommun, tidigare del av Uppsala kommun, bildades 2003                                             |  |
| Huddinge | Utbrytning av Skogås och Trångsund |                     | 1999           | Nej |  |
| Öckerö | Bro från fastlandet |                     | nov 2001       | Nej |  |
| Essunga, Håbo, Ljusnarsberg | Namnbyte |                     | 2002           | Nej i samtliga                                                                                            |  |
| Haninge | Återköp av bostadsbolag |                     | 2002           | Ja |  |
| Haparanda | Fortsatt samarbete med Torneå |                     | 2002           | Nej (2 225 emot, 1 963 för)                                                                               |  |
| Karlstad, Uppvidinge | Bidrag för alternativ barnförsörjning |                     | 2002           | Ja i båda kommuner                                                                                        |  |
| Orust | Bro från fastlandet |                     | 2002           | Ja till ny broförbindelse från Svanesund till fastlandet                                                  |  |
| Skurup | Etablering av havsbaserad vindkraft |                     | 2002           | Nej-sidan vann efter en kontrollräkning                                                                   |  |
| Danderyd, Ekerö, Lidingö, Nacka, Nykvarn, Salem, Sollentuna, Solna, Tyresö, Täby, Vaxholm, Österåker                                    | Trängselskatt i Stockholm |                     | september 2003 | Nej i alla                                                                                                |  |
| Södertälje | Brobygge |                     | 2003           | Nej |  |
| Örkelljunga | Avgifter inom barnomsorgen |                     | 2003           | Ja till ett utvidgat vårdnadsbidrag                                                                       |  |
| Kungälv | Musikskolans nedläggande |                     | 2004           | Musikskolan ska finnas kvar                                                                               |  |
| Partille | Vägbygge |                     | 2004           | Nej till vägbygge i Finngösaravinen                                                                       |  |
| Bräcke och Ragunda | Sammanslagning av kommunerna |                     | juni 2004      | Nej i båda                                                                                                |  |
| Norrköping | Ska kommunen uppmana landstinget att snarast återupprätta Vrinnevisjukhuset som ett komplett länssjukhus med dygnet runt öppen och komplett akutmottagning samt fullvärdig vård? | Medborgarinitiativ. | 13 juni 2004   | Ja 96% |  |
| Värmdö | Trängselskatt rent allmänt |                     | juni 2004      | Nej |  |
| Värmdö | Barn och fritidssatsning, bl.a. simhall |                     | juni 2004      | Ja |  |
| Kalix | Ny skolorganisation |                     | juni 2005      | Nej |  |
| Öckerö | Bro från fastlandet |                     | nov 2005       | Nej |  |
| Skövde | Vägbygge |                     | april 2006     | Nej |  |
| Stockholm, Danderyd, Ekerö, Haninge , Lidingö, Nacka, Nynäshamn, Salem, Sollentuna, Solna, Tyresö, Täby, Vallentuna, Vaxholm, Österåker | Trängselskatt i Stockholm |                     | september 2006 | Ja i Stockholm, nej i övriga                                                                              |  |
| Eskilstuna | Delning av kommunen |                     | september 2006 | Nej |  |
| Gällivare | Öppna centrum för biltrafik |                     | september 2006 | Nej (med 7 röster)                                                                                        |  |
| Härnösand | Etablering av köpcentrum |                     | september 2006 | Nej |  |
| Mora, Orsa, Rättvik, Älvdalen | Rätt att försvara tamdjur mot rovdjur |                     | september 2006 | Ja i samtliga                                                                                             |  |
| Vilhelmina | Överledning av Vojmsjöns vatten |                     | 2008           | Nej |  |
| Huddinge | Delning av kommunen |                     | 2008           | Nej |  |
| Avesta | Placering av tågstopp |                     | juni 2009      | Krylbo |  |
| Borgholm, Mörbylånga | slå samman kommunerna |                     | juni 2009      | Svagt ja i Borgholm, klart nej i Mörbylånga                                                               |  |
| Lidköping | Stadsbibliotekets placering |                     | september 2010 | Ingen flytt                                                                                               |  |
| Kinda | Försäljning av Villa Björksund |                     | september 2010 | Ja |  |

### Från 2011, politikerinitierade folkomröstningar med utökad möjlighet till medborgarinitiativ
Från 1 januari 2011 trädde ny lagstiftning i kraft. Kravet höjdes från 5 till 10 % av de röstberättigade medlemmarna; samtidigt höjdes gränsen från 50 % till 2/3 majoritet för att fullmäktige skulle kunna stoppa en folkomröstning. Det infördes också krav på att frågeställningen skulle rymmas inom den kommunala kompetensen, delvis mot bakgrund av de kommunala folkomröstningarna om införandet av en statlig trängselskatt i Stockholm.
I november 2023 konstaterade Sveriges kommuner och regioner att av de 50 folkomröstningar som hållits sedan den nya lagstiftningen trädde i kraft hade 44 föranletts av folkinitiativ och sex på fullmäktiges eget initiativ.
| Kommun                  | Ämne | Initiativ                                                       | Tidpunkt          | Resultat |
| ----------------------- | --- | --------------------------------------------------------------- | ----------------- | --- |
| Ängelholm               | Ny trafikled genom Pyttebroområdet |                                                                 | 27 nov 2011       | Nej 59,73% (Ja 37,27%, Avstod 2,74%). Valdeltagande 34,47%. |
| Ljungby                 | Ska skolorna i Kånna, Södra Ljunga och Torpa åter öppnas i kommunal regi?                                                                             |                                                                 | 25 mars 2012      | Ja 59,48% (Nej 35,69%, Avstår 4,41%). Valdeltagande 28,13% |
| Ekerö                   | Försäljning av AB Ekerö Bostäder |                                                                 | 2012              | Nej 66% (ja 33%) Valdeltagande 45% |
| Tyresö                  | Avgifter inom äldreomsorgen |                                                                 | 2012              | Nej 83% (ja 13%) |
| Sunne                   | Ska skolorna i Bäckalund, Rottneros och Stöpafors läggas ner?                                                                                         |                                                                 | 2012              | Nej 69% (ja 24%) |
| Trosa                   | Länsbyte från Södermanlands till Stockholms län |                                                                 | 2013              | Nej 58,6% (ja 41,2%) Valdeltagande 63% |
| Grums                   | Ny skolorganisation |                                                                 | 24 mars 2013      | Nej 77,16% (Ja 20,71%, 2,13% avstod). Valdeltagande 37,91%. |
| Laxå                    | Ny skolorganisation |                                                                 | 24 mars 2013      | Nej 71,33% (Ja 25,58%, Avstod 1,5%). Valdeltagande 44% |
| Årjäng                  | Ny skolorganisation |                                                                 | 9 juni 2013       | Nej 58,53 (Ja 38,92, Avstod 2,56). Valdeltagande 51% |
| Strängnäs               | Ny skolorganisation |                                                                 | 9 juni 2013       | Alt B 77% (Alt A 18%, Alt C 5%) Valdeltagande 17% |
| Västerbottens landsting | Sjukvården i länet, förändringar i Dorotea och Åsele                                                                                                  |                                                                 | 8 september 2013  | Ja, 88% |
| Bromölla                | Byggande av arrangemangshall |                                                                 | 25 maj 2014       | Ja 50,9%, Nej 49,1%, valdeltagande 48,8%. |
| Värmdö                  | Ny skolorganisation |                                                                 | 25 maj 2014       | Ja, 75% |
| Essunga                 | Nossebrobadets framtid. |                                                                 | 25 maj 2014       | Nej till utbyggnad 60% |
| Skellefteå              | Centrumbron |                                                                 | 25 maj 2014       | Nej till byggande 54% |
| Surahammar              | Högstadiet i Virsboskolan |                                                                 | 25 maj 2014       | Nej, 61% |
| Höganäs                 | Hamnens utveckling |                                                                 | 25 maj 2014       | Nej till nybyggen |
| Bengtsfors              | Bildandet av gemensam Dalslandskommun |                                                                 | 14 september 2014 | Nej |
| Botkyrka                | Delning av kommunen (ska Tullinge kommun bildas?) |                                                                 | 14 september 2014 | Nej, 69% |
| Göteborg                | Trängselskatt |                                                                 | 14 september 2014 | Nej, 57% |
| Ljusnarsberg            | Kommunens namn |                                                                 | 14 september 2014 | Nej till namnbyte, 65% |
| Tjörn                   | Anläggande av simhall |                                                                 | 14 september 2014 | Nej, 51% |
| Upplands Väsby          | Översiktsplan för Nordvästra Väsby, byggande av Väsby Sjöstad                                                                                         |                                                                 | 14 september 2014 | Nej, 49% |
| Hagfors                 | Råda skolas framtid |                                                                 | 2016              | Ja, 89,43% (Nej 9,29%) Valdeltagande 36,38% |
| Sorsele                 | Utbyggnad av vindkraft |                                                                 | 20 mars 2016      | Nej, 51% |
| Vimmerby                | Nedläggning av tre skolenheter på landsbygden, alternativt bevara enheterna låta politiken besluta om andra besparingar inom skola och förskola.      | Medborgarinitiativ, underskrivet av 23 % av de röstberättigade. | 21 februari 2016  | Bevara skolorna, 86% |
| Norrtälje               | Behålla och utveckla glesbygdsskolor |                                                                 | 2017              | Ja |
| Vaxholm                 | Bebyggelse på Norrberget |                                                                 | september 2017    | Nej, 54,9% |
| Gislaved                | Bygga simhall |                                                                 | 9 september 2018  | Bygga i Gisle, 62% |
| Ljusnarsberg            | Bygga idrottshall |                                                                 | 9 september 2018  | Bygga en ny stor hall |
| Strängnäs               | Bevara/lägga ned skolor |                                                                 | 9 september 2018  | Bevara dem, 70% |
| Tibro                   | Bygga gymnasium |                                                                 | 9 september 2018  | Ja, 58% |
| Svedala                 | Acceptera bygge av fängelse |                                                                 | 26 maj 2019       | Nej, 67,5% |
| Borgholm, Mörbylånga    | Slå samman kommunerna |                                                                 | 26 maj 2019       | Nej i båda |
| Helsingborg             | Försäljning av kraftbolaget Öresundskraft |                                                                 | 12 januari 2020   | Nej, 96,37% (Ja, 3,34%) Valdeltagande 50,06% |
| Malung-Sälen            | Vindkraft på Ripfjället |                                                                 | 2020              | Nej, 52,5% |
| Luleå                   | Nedläggning av skolor |                                                                 | 8 november 2020   | Nej 91.02% (Ja 7,37%) |
| Västerås                | Avveckling av flygplatsen |                                                                 | 2021              | Nej |
| Vellinge                | Naturum och konsthall i kommunal regi eller inte |                                                                 | 2021              | Vara kvar i kommunal regi, 78% |
| Tidaholm                | Flytt av äldreboende |                                                                 | 2021              | Ja, 83,80% till att behålla äldreboendet (Nej 13,62%) Valdeltagande 37,66% |
| Värmdö                  | Drift av skola |                                                                 | 2021              | Ja 89,52% (Nej 4,69%) Valdeltagande 18,71% |
| Arjeplog                | Drift av skola |                                                                 | 2021              | Ja (57,2%) till fortsatt drift av Hornavanskolan |
| Oskarshamn              | Öppna äldreboende i Misterhult |                                                                 | 2021              | Ja 54,78% (Nej 43,18%) Valdeltagande 28,45% |
| Svalöv                  | Förändrad bolagsstyrning |                                                                 | 12 december 2021  | Nej 74% (Ja 5%) Valdeltagande 14% |
| Haparanda               | Drift av särskilt boende |                                                                 | 2022              | Nej 79,93% (Ja 18,48%) Valdeltagande 28,71% |
| Halmstad                | Byggnation av hotell |                                                                 | 11 september 2022 | Nej 56% (Ja 41,6%) Valdeltagande 76% |
| Söderhamn               | Etablering av vindkraft |                                                                 | 11 september 2022 | Nej till båda förslagen |
| Trelleborg              | Infart till Trelleborgs hamn |                                                                 | 11 september 2022 | Öst 42,79%, Valdeltagande 69,28% |
| Uppsala                 | Var och hur tätt ska nya bostäder planeras i kommunen; omröstningen utgör underlag för kommande beslut om översiktsplan.                              | Politikerinitiativ.                                             | 9 juni 2024       | |
| Mora                    | Fullfölja eller avbryta bygge av ny högstadieskola, idrottshallar samt kultur- och fritidsverksamhet på Strandenområdet.                              | Politikerinitiativ.                                             | 9 juni 2024       | Nej 67% (Ja 33%) om att fullfölja |
| Orsa                    | Tillåta eller avstyrka vindkraftsprojekt i Noppikoski och Jordikamäck.                                                                                | Politikerdrivet initiativ.                                      | 9 juni 2024       | I slutet av maj drog byggherren tillbaka sin ansökan om att få bygga vindkraftverk i Orsa och Ljusdals kommuner. Orsa kommunfullmäktige avser att ta upp frågan om att avbryta folkomröstningen vid ett extrainkallat sammanträde den 4 juni 2024.[Uppdatering behövs] |
| Söderhamn               | Tillåta eller stoppa etablering av vindkraft i kommunens inre vatten och territorialhav; stopp innebär även återkallelse av tidigare givna samtycken. | Medborgarinitiativ.                                             | 9 juni 2024       | |
| Nynäshamn               | Organisation av hemtjänsten i både kommunal och privat regi eller återgång till enbart kommunal regi.                                                 | Medborgarinitiativ.                                             | 9 juni 2024       | |
| Lomma                   | Fullfölja eller avbryta bygge av kommunhus och gymnasieskola.                                                                                         | Medborgarinitiativ.                                             | 9 juni 2024       | Nej 60% (Ja 31%) om att fullfölja. Kommunfullmäktige gick vidare med bygget ändå. |
| Lomma                   | Möta minskat antal skolbarn med färre antal klasser eller tillskott av ekonomiska medel och bevarat antal klasser.                                    | Medborgarinitiativ.                                             | 9 juni 2024       | Bevarat antal klasser 51%, färre klasser 32% |
| Örkelljunga             | Organisation av personlig assistans enligt lag om valfrihetssystem (LOV) och utan kommunal utförare.                                                  | Medborgarinitiativ.                                             | 9 juni 2024       | |